# گرفتار (فیلم ۲۰۱۲)
گرفتار (به انگلیسی: Lockout) (همچنین با نام MS One: Maximum Security)) یک فیلم علمی تخیلی و فیلم اکشن فرانسوی به زبان انگلیسی محصول سال ۲۰۱۲ به کارگردانی جیمز ماثر و استفن سنت لجر است. فیلمنامه توسط ماثر، سنت لجر و لوک بسون نوشته شده است (که بسون همچنین به عنوان تهیه‌کننده اجرایی از طریق اروپاکورپ فعالیت داشته است). این فیلم با بازی گای پیرس، مگی گریس، وینسنت رگان، جو گیلگان، لنی جیمز و پیتر استورماره همراه است. این اثر، نخستین تجربه کارگردانی بلند ماثر و سنت لجر است.
داستان فیلم حول شخصیت اسنو (پیرس) می‌چرخد، مردی که به ناحق به جرمی که مرتکب نشده، متهم شده است. او در ازای آزادی خود، پیشنهاد نجات دادن دختر رئیس‌جمهور به نام امیلی (گریس) را از یک زندان مداری به نام MS One می‌پذیرد، زندانی که توسط زندانیان، به رهبری الکس (رگان) و برادر روانی‌اش هایدل (گیلگان) تصرف شده است.
گرفتار برای نخستین بار در تاریخ ۷ آوریل ۲۰۱۲ در جشنواره بین‌المللی فیلم فانتزی بروکسل به نمایش درآمد و در آوریل ۲۰۱۲ در آمریکای شمالی و فرانسه اکران شد. این فیلم نظرات متفاوتی از منتقدان دریافت کرد، هرچند بازی پیرس مورد تحسین قرار گرفت.

## داستان
در سال ۲۰۷۹، اسنو، مأمور سیا، به اتهام قتل سرهنگ فرانک آرمسترانگ، که شواهدی از وجود یک نفوذی (جاسوسی) در حال فروش اسرار برنامه فضایی ایالات متحده کشف کرده بود، دستگیر می‌شود. مدیر سرویس مخفی ایالات متحده آمریکا، اسکات لنگرال، به توصیه رئیس‌جمهور، اسنو را به جرم قتل و جاسوسی محکوم می‌کند. او به ۳۰ سال زندان در زندان فضایی با حداکثر امنیت MS One محکوم می‌شود، جایی که زندانیان برای مدت حبس خود در حالت تعلیق قرار می‌گیرند. هری شاو، دوست و همکار اسنو، تلاش می‌کند تا ماک، رابط اسنو را پیدا کند، کسی که می‌داند کیف اسناد فرانک، که حاوی اطلاعات دزدیده شده است، کجاست.
در همین حال، دختر رئیس‌جمهور، امیلی، برای بررسی ادعاهایی که حاکی از آن است که نگه‌داشتن زندانیان در حالت تعلیق می‌تواند منجر به اختلال روانی شود، وارد MS One می‌شود. رئیس زندان به او اجازه می‌دهد با هایدل، یک زندانی روانی، مصاحبه کند. هایدل موفق به فرار می‌شود و سایر زندانیان را آزاد کرده و شورشی را به رهبری برادرش، الکس، آغاز می‌کند. امیلی تیر می‌خورد و همراه دیگران اسیر می‌شود. شاو، لنگرال و رئیس‌جمهور را متقاعد می‌کند که به‌جای حمله نظامی، اسنو را برای نجات امیلی بفرستند. اسنو ابتدا بی‌میل است، اما پس از آنکه شاو به او می‌گوید که ماک در MS One است و می‌تواند بی‌گناهی او را ثابت کند، موافقت می‌کند.
لنگرال ابتدا تلاش می‌کند با فریب الکس، امیلی را آزاد کند، اما هایدل مخالفت می‌کند و اسنو مجبور می‌شود مخفیانه وارد MS One شود. الکس متوجه می‌شود که امیلی دختر رئیس‌جمهور است و او را تحت حفاظت خود می‌گیرد، اما امیلی با کمک محافظش، هاک، فرار می‌کند و در یک اتاق امن پنهان می‌شوند. کاهش اکسیژن هاک را مجبور به خودکشی می‌کند تا اکسیژن بیشتری برای امیلی باقی بگذارد.
اسنو وارد اتاق امن می‌شود و امیلی را نجات می‌دهد و به زخم‌های او کمک‌های اولیه می‌کند. سپس برای جلوگیری از شناسایی امیلی، ظاهر او را تغییر می‌دهد و با تغییر لباس و رنگ موهایش، او را مانند یک زندانی نشان می‌دهد تا بتوانند در میان زندانیان حرکت کنند. آنها ماک را پیدا می‌کنند، اما تعلیق طولانی‌مدت باعث زوال عقل او شده و او را بی‌ربط و نامفهوم کرده است. اسنو و امیلی همراه ماک به سوی کپسول نجات می‌روند. اما برخورد زندان با ایستگاه فضایی بین‌المللی باعث شکسته شدن بدنه و کشته شدن ماک می‌شود.
اسنو امیلی را به کپسول نجات می‌رساند، اما متوجه می‌شود که تنها یک صندلی دارد. با درک این که برای مرگ فرستاده شده، امیلی را مجبور به فرار می‌کند، اما او تصمیم می‌گیرد بدون اسنو نرود، زیرا باور دارد که گروگان‌ها کشته خواهند شد. هایدل با امیلی تماس می‌گیرد و تهدید می‌کند که اگر مکانش را فاش نکند، گروگان‌ها را خواهد کشت. اما حتی پس از افشای مکان، گروگان‌ها را می‌کشد.
اسنو و امیلی متوجه می‌شوند که زندانیان به‌طور غیرقانونی به عنوان سوژه‌های آزمایش مورد استفاده قرار می‌گیرند. الکس امیلی را پیدا کرده و او را اسیر می‌کند و به اسنو شلیک می‌کند و او را در حال مرگ رها می‌کند. الکس متوجه می‌شود که هایدل تمام گروگان‌ها را کشته است. او با رئیس‌جمهور تماس می‌گیرد و تهدید می‌کند که اگر زندانیان آزاد نشوند، به امیلی تجاوز جنسی می‌کنند. رئیس‌جمهور حاضر به پذیرش حمله نظامی نمی‌شود، اما لنگرال فرماندهی را به‌طور موقت از او می‌گیرد و دستور می‌دهد MS One را نابود کنند.
هایدل تلاش می‌کند به امیلی تجاوز کند، اما الکس او را متوقف می‌کند و بین آن دو درگیری رخ می‌دهد که منجر به مرگ الکس می‌شود. هایدل سپس سعی می‌کند امیلی را بکشد، اما اسنو از راه می‌رسد و او را بیهوش می‌کند. اسنو و امیلی از دست هایدل و سایر زندانیان فرار می‌کنند. همزمان، نیروهای لنگرال بمبی را در زندان کار می‌گذارند. اسنو و امیلی با استفاده از لباس‌های فضانوردی از MS One به بیرون می‌پرند و در حین انفجار، به سمت جو زمین سقوط می‌کنند. آنها با موفقیت در نیویورک فرود می‌آیند و اسنو دستگیر می‌شود.
بعداً، امیلی متوجه می‌شود که جملات بی‌ربط ماک در واقع کدهایی برای مکان کیف اسناد فرانک بوده است. با بررسی اتاق موتلی که فرانک در آن کشته شده بود، امیلی متوجه می‌شود که لنگرال به اشتباه فکر کرده که اسنو به فرانک شلیک کرده، زیرا تصویر او در درب آینه‌ای بازتاب یافته بود، در حالی که اسنو در واقع به سوی قاتل واقعی شلیک می‌کرد.
اسنو کیف را به شاو می‌دهد که آن را باز می‌کند، اما از خالی بودن آن شوکه می‌شود. اسنو اشاره می‌کند که رمز کیف را به شاو نداده بود و شاو به عنوان نفوذی واقعی شناخته و دستگیر می‌شود. او معتقد است که به راحتی آزاد خواهد شد، زیرا افراد مانند او همیشه مورد نیاز هستند. اسنو آزاد می‌شود و وسایلش به او بازگردانده می‌شود، از جمله فندکی که فرانک پیش از مرگش به او داده بود.
اسنو با بررسی فندک، یک کارت حافظه حاوی اطلاعات واقعی را در آن پیدا می‌کند. امیلی با او ملاقات می‌کند و پس از فهمیدن نام واقعی او (ماریون) او را به شوخی می‌گیرد. این دو همراه هم محل را ترک می‌کنند.

## بازیگران
- گای پیرس در نقش ماریون اسنو:
یک مأمور سابق دولتی که به اشتباه به جاسوسی علیه ایالات متحده آمریکا محکوم شده است.[۳] پس از اولین ملاقات کارگردانان با او، اظهار داشتند که او بیش از حد لاغر است، اما پیرس قول داد که با رژیم غذایی پرپروتئین و تمرینات وزنه‌برداری، بدن خود را تقویت کند.[۴]
- مگی گریس در نقش امیلی وارنوک:
دختر رئیس‌جمهور ایالات متحده آمریکا.[۳] گریس قصد داشت تا حد امکان خود انجام‌دهنده صحنه‌های بدلکاری باشد و مجبور شد پیش از فیلم‌برداری، آموزش بدلکاری، مبارزه و کار با سیم را بیاموزد.[۵][۶] او به دلیل همکاری قبلی با بسون و علاقه به شخصیت «زن قوی» به این نقش علاقه‌مند شد. گریس در توصیف امیلی گفت که او «زنی توانمند است که می‌داند چگونه نقش خود را به عنوان فردی در موقعیت مسئولیت‌آمیز ایفا کند. او قطعاً قطب‌نمای اخلاقی قوی دارد و در شرایط سخت به خوبی واکنش نشان می‌دهد. درست است که او دقیقاً برای موقعیتی که در آن قرار دارد آموزش ندیده، اما این اشکالی ندارد. او همچنان در این شرایط از خود قدرت نشان می‌دهد.»[۵]
- جو گیلگان در نقش هایدل:
برادر روانی الکس و هم‌بندی او.[۷]
- وینسنت رگان در نقش الکس:
زندانی و رهبر شورش زندان.[۷]
- لنی جیمز در نقش هری شاو:
یک افسر فاسد سیا.[۷]
- پیتر استورماره در نقش اسکات لنگرال:
رئیس سرویس مخفی ایالات متحده آمریکا. استورماره در توضیح علاقه خود به این نقش گفت: «این نقش جالب بود چون همیشه می‌پرسیدید: "او چه نقشه‌ای دارد؟ آیا او واقعاً شخصیت بدی است یا خوبی؟ او طرف کدام گروه است؟" و شما هرگز نمی‌فهمید، که این خودش جالب است.»[۸]

بازیگران دیگر عبارتند از:
- جکی آیدو در نقش هاک، محافظ امیلی
- تیم پلستر در نقش میس، رابط اسنو
- مارک تانکرزلی در نقش بارنز، رئیس زندان
- آن-سولن آته در نقش کاترین، دستیار و دوست امیلی
- پیتر هادسون در نقش جف وارنوک، رئیس‌جمهور و پدر امیلی
- میودرگ استوانویچ در نقش فرانک آرمسترانگ، مأمور سیا.

## توسعه
تصویربرداری اصلی این فیلم در ۷ سپتامبر ۲۰۱۰ در بلگراد آغاز شد. بخش عمده‌ای از فیلم‌برداری با استفاده از کروما کی انجام شد و نه با صحنه‌های واقعی. صحنه‌های مورد نظر در دوبلین استوری‌برد شدند تا به بازیگران در تجسم صحنه‌های پرده سبز کمک شود.
لوک بسون تهیه‌کننده این فیلم بود. او همچنین به همراه کارگردانان جیمز ماثر و استفن سنت لجر فیلمنامه را نوشته است.
شرکت FilmDistrict حق توزیع این فیلم را با مبلغی محدود خریداری کرد. در دسامبر ۲۰۱۱، FilmDistrict به توافق رسید تا فیلم‌های سال ۲۰۱۲ خود از جمله گرفتار را از طریق اوپن رود فیلمز توزیع کند.

## انتشار
گرفتار به‌طور سینمایی در ۱۳ آوریل ۲۰۱۲ در آمریکای شمالی و در ۱۸ آوریل ۲۰۱۲ در فرانسه اکران شد.
این فیلم در قالب رسانه خانگی (دیسک بلوری و دی‌وی‌دی) در ۱۷ ژوئیه ۲۰۱۲ منتشر شد.

## بازخورد

### گیشه
این فیلم در ایالات متحده و کانادا ۱۴٬۳۲۶٬۸۶۴ دلار و در بازارهای دیگر ۱۷٬۸۷۷٬۱۶۶ دلار فروش داشت که مجموع فروش جهانی آن به ۳۲٬۲۰۴٬۰۳۰ دلار رسید.
گرفتار با فروش ۶٫۲۳ میلیون دلار از ۲٬۳۰۸ سالن سینما در ایالات متحده و کانادا آغاز شد که میانگین درآمد هر سالن ۲٬۷۰۰ دلار بود و به عنوان نهمین فیلم پرفروش آخر هفته معرفی شد. پیش‌بینی‌های قبل از اکران، فروش آخر هفتهٔ افتتاحیه فیلم را بین ۶ تا ۸ میلیون دلار تخمین زده بودند. این فیلم مخاطبان زیادی از میان مردان جذب کرد، به‌طوری که ۶۵٪ از تماشاگران مرد بودند و تقسیم سنی آنها به‌طور مساوی بین زیر و بالای ۲۵ سال بود.

### واکنش منتقدان
در متاکریتیک این فیلم از ۳۲ منتقد، امتیاز ۴۸ از ۱۰۰ را کسب کرد که نشان‌دهنده «نقدهای متوسط یا ترکیبی» است. در راتن تومیتوز، این فیلم بر اساس بررسی ۱۲۳ منتقد، امتیاز ۳۸٪ را با میانگین امتیاز ۵ از ۱۰ کسب کرد و اجماع سایت این بود: «گای پیرس تمام تلاش خود را با آنچه به او داده شده انجام می‌دهد، اما گرفتار در نهایت بیش از حد مشتق‌شده و سطحی است و نمی‌تواند بر اساس فیلم‌های علمی تخیلی هیجان‌انگیزی که از آنها الهام گرفته، چیزی بسازد.» نظرسنجی‌های سینماسکور نشان داد که میانگین نمرهٔ مخاطبان به این فیلم، «B−» در مقیاس A+ تا F بود.
لیزا شوارتزبام از انترتینمنت ویکلی به این فیلم نمرهٔ C داد و نوشت: «گرفتار مانند زباله‌های فضایی در مرز نهایی شناور است.» جیمز روچی از مجله BoxOffice این فیلم را به‌عنوان «یک تقلید صاف، شیک و بی‌شرمانه از فیلم‌های جان کارپنتر با شخصیت اسنیک پلیسکن یعنی فرار از نیویورک و فرار از لس آنجلس» توصیف کرد.

## اقدام قانونی
در سال ۲۰۱۵، کارگردان جان کارپنتر از سازندگان این فیلم در Tribunal de grande instance de Paris شکایت کرد و ادعا کرد که گرفتار از فیلم‌های او یعنی فرار از نیویورک و فرار از لس آنجلس کپی‌برداری کرده است. دادگاه فرانسوی به نفع او حکم داد و او را به دریافت ۲۰٬۰۰۰ یورو خسارت محکوم کرد، در حالی که نیک کسل، فیلم‌نامه‌نویس فرار از نیویورک، ۱۰٬۰۰۰ یورو و استودیوکانال ۵۰٬۰۰۰ یورو دریافت کردند.
پس از رد درخواست تجدیدنظر لوک بسون در ژوئیه ۲۰۱۶، مجموع خسارات به ۴۵۰٬۰۰۰ یورو افزایش یافت.